# スティナ・ブラクステニウス
スティナ・ブラクステニウス（Stina Blackstenius、1996年2月5日 - ）は、スウェーデン・ヴァステナ出身のサッカー選手。アーセナル所属。ポジションはフォワード。スウェーデン女子代表。

## 経歴
得点力に定評があり、ゴールデンブーツ受賞歴もある。6歳の時から地元クラブのヴァステナGIFでサッカーを始め、2021年の女子バロンドールでは20人の候補に選ばれた。
スウェーデン代表では2019 FIFA女子ワールドカップで3位、2016年リオ五輪と2020年東京五輪で銀メダルを獲得し、UEFA欧州女子選手権2022では準決勝に進出した。ワールドカップフランス大会では準々決勝、リオ五輪と東京五輪では決勝戦で得点を決めた。

## タイトル

### チーム

#### リンシェーピングFC
- ダームアルスヴェンスカン (1): 
  - 優勝: 2016
- スヴェンスカ・クーペン・ダメル(2):
  - 優勝: 2013–14, 2014–15

#### BKヘッケンFF
- ダームアルスヴェンスカン (1): 
  - 優勝: 2020
- スヴェンスカ・クーペン・ダメル(1):
  - 優勝: 2020–21

#### U-17スウェーデン代表
- UEFA U-17女子選手権: 準優勝 (2013)

#### U-19スウェーデン代表
- UEFA U-19女子選手権: 優勝 (2015)

#### スウェーデン代表
- FIFA女子ワールドカップ (1):
  - 3位: 2019
- オリンピック (2):
  - 準優勝: 2016,2020
- アルガルヴェ・カップ (1): 
  - 優勝: 2018

### 個人
- UEFA U-19女子選手権・ゴールデンブーツ: 2015[3]
- スウェーデンサッカー協会・ブレイクスループレイヤーオブザイヤー: 2015
- ダームアルスヴェンスカン・ゴールデンブーツ: 2021